# Suchmos
Suchmos（サチモス）は、日本の男性ロックバンド。2013年結成。バンド名の由来は、ルイ・アームストロング（ジャズミュージシャン）の愛称サッチモ。ロック、ソウル、ジャズ、ヒップホップなどから影響を受けた音楽性を持つ。

## メンバー

### オリジナルメンバー
YONCE（よんす）
本名：河西洋介（かさい ようすけ、1991年8月29日（33歳） - ）。ボーカル、ギター。神奈川県茅ヶ崎市出身、在住。芸名は元々の愛称だった「よんすけ」から。
一回り年上の姉がモダン・バレエを習っていた影響で、3歳の時にバレエを始める。姉が聴いていたMISIAやTLCなど当時流行っていたR&Bを聴いて歌い踊り、歌の面白さを知った。初めて行ったコンサートは小学5年生のとき、母親に連れられて行った松任谷由実の「SHANGRILA」だった。梅田中学校1年生の時、ホームステイ先のニュージーランドでマルーン5の音楽と出会い、バンド音楽の面白さに目覚める。日本に戻ると自分もギターやバンドをやりたいと思い、親に相談したところ、バーを経営する音楽好きのおじを紹介され、そのおじからアコースティックギターとエリック・クラプトン、ローリング・ストーンズのアルバム、そしてニルヴァーナのアルバム『イン・ユーテロ』をプレゼントされた。特にニルヴァーナに衝撃を受け、バンドマンを志すようになる。高校では軽音部に入り、ニルヴァーナをコピーし、その後、THEE MICHELLE GUN ELEPHANTやBLANKEY JET CITYなどのガレージロックに熱中。17歳の時に、たまり場にしていた藤沢市のライブハウス（Club Top's藤沢、現GIGS SHONAN FUJISAWA→湘南BIT）で知り合った大内岳、真田徹、亀山拳四朗と共にロックバンド「OLD JOE」を結成、ボーカルを務める。同じ頃、別のバンドを組んでいたKCEEと出会う。やがてKCEEとOKの家に遊びに行くようになり、TAIKING、HSU、TAIHEIとも交流を深めていく。2013年、HSUから「新しいバンドを始めるから、ボーカルやってくんないか？」と誘われ、何曲か彼らの曲を試聴。その中には、「Miree」と「GIRL(feat.呂布)」の原型になったものも含まれていた。OLD JOEでやっていたシンプルなロックンロールとは違うネオ・ソウルやブラックミュージックの影響を感じさせる曲に惹かれ、今まで自分が表現したことのなかった音楽をやることに興味を持ち、加入を決意。2015年7月31日のOLD JOEの解散を機に、Suchmosでの活動に専念することとなった。
ライブやミュージックビデオでは、adidas originalsのトラックトップをよく着ている。オアシスやアンダーワールドなどイギリスのミュージシャンがアディダスのアイテムを身に着けていたのを見て、何か良いものはないかと思っていたところ、HSUが黒色のATPジャージを着ていたのを見て、着始めた。ファッション面で影響を受けた人物は、ジョー・ストラマー、ジョニー・デップ、カート・コバーン、そしてファッションフリークな姉である。好きなサッカー選手は元イングランド代表のスティーブン・ジェラード。そして、プレミアリーグのリヴァプールFCの大のファンであることを公言している。

TAIKING（タイキング）
本名：戸塚泰貴（とつか たいき、1990年5月10日（35歳） - ）。ギター。神奈川県横浜市出身。父は、元サッカー日本代表の戸塚哲也。2015年5月加入。
小学生の頃、学校の用務員にドラムを教えてもらい、初めて楽器を演奏する。中学では吹奏楽部に入り、パーカッションを担当。同じ部の先輩の影響で、ギターを始めた。高校時代に幼馴染のOKやHSUとバンドを組んだが、当時はまだ音楽に賭ける気持ちはなく、高校卒業後は保育士になる為の学校に行くか、音楽の専門学校に行くか、かなり悩んだ末、音楽専門学校に進学。そこでは編曲を勉強し、様々な楽器や機材を扱えるようになった。その頃から編曲家としてもしばしば活動していた中、HSUにSuchmosへの加入を誘われる。編曲家は一般のリスナーから距離が遠い存在だと思い、また一人で音楽を作ることに限界を感じていた為、バンドに加わった。バンド加入後、すぐにアルバム『THE BAY』のレコーディングが始まったが、いきなり十数曲を覚えながらの作業で時間が限られており、スタジオで音を入れていくのが大変だったため、同アルバムのギターはすべて自宅録音で行った。
2021年8月1日からはソロプロジェクトをスタートし、F.C.L.Sよりデビューシングル「Easy」をリリース。
2021年8月27日、2ndアルバム「VOICE」を配信限定リリース。
藤井風やRADWIMPSのツアーにサポートギタリストとして参加。

TAIHEI
本名：櫻打泰平（さくらうち たいへい、1992年7月4日（33歳） - ）。キーボード。富山県氷見市出身。SANABAGUN.の元メンバー。当初はサポートメンバーだった。
母親がヤマハ音楽教室の先生をしていたこともあり、2歳から高校生までエレクトーンを習っていた。ディズニー映画『ファンタジア』が、音楽リスナーとしての原点となった。中学時代、ALTから教えてもらったジャミロクワイを聴き、「バンドの中に入ってもこんなカッコいい鍵盤を弾けるんだ」と衝撃を受ける。富山県立高岡高等学校卒業後、洗足学園音楽大学音楽・音響デザインコースに進学し、上京。大学でHSUに出会ったのをきっかけに、現在のSuchmosメンバーと交流を深める。Suchmosは結成当初、事前に録音したフレーズをバンドの音に同期させてキーボードの音をライブで出していた。その様子を客として見ていたTAIHEIは、生身のキーボーディストである自分がバンドに加われば、何かが変わるはずだという予感を抱いていた。やがてサポートメンバーとして参加し始め、徐々に曲作りにも関わるようになる。そして、2015年にTAIKING、KCEEと共に正式メンバーとして迎えられた。

Kaiki Ohara
本名：大原魁生（おおはら かいき、1992年9月18日（32歳） - ）。DJ。神奈川県横浜市出身。メンバーのOKは兄。2015年5月加入。
子どもの頃からギターやベースを始め、バンドを組んだこともあったが、高校生の後半からバンド活動を一旦休止し、一人で楽曲を制作したり、音楽を探す時間にあてた。その頃から音楽で成功したいという気持ちは持っていたが、何か他のこともやってみたいと思い立ち、映像やデザインを始めた。Suchmos初期には、VJなど主にビジュアル面でバンドに関わっている。2014年に自主制作盤『Twice-Day&Night-』のアートワーク、2015年に「Fallin'」のミュージックビデオを手掛けた。2014年頃からOKから「バンドにDJが欲しいからいつでもいけるように準備しといてくれ」と言われていた。しかしバンドに歌がある時点でボーカルがメインだと考えていた彼は、フロントマンから求められなければ入る意味はないと考え、YONCEから声がかかるまで加入しないと決めていた。そんなある日、6人で遊んでいた時にYONCEから「明日スタジオ入るからターンテーブル持ってきて」と言われ、加入を決めた。HSU同様、大学は「遊びすぎて卒業できなかった」と明かしている。2017年、モード系ファッション雑誌「SPUR」4月号より連載コラム「ROCK with you」開始。活動休止前は「KCEE(ケイシー)」名義で活動。
OK
本名：大原健人（おおはら けんと、1990年8月27日（34歳） - ）。ドラム。神奈川県横浜市出身。メンバーのKaiki Oharaは実弟。
母親が宇多田ヒカルやDREAMS COME TRUE、父が尾崎豊のファンで、そうした音楽を聴きながら育った。思春期は感傷的になり、サザンオールスターズやMr.Childrenなど歌ものを部屋で歌詞カードを見ながら一人で聴いていた。また、幼稚園の頃からの幼馴染だったTAIKINGと一緒にギターでオリジナル曲を作り始めた。高校卒業後は音楽大学に進学し、ポピュラージャズを専攻。大学時代は、自分にとって音楽とはどんなものなのかを模索する日々を送る。音楽の歴史を紐解いていく中で、時代時代で音楽に革命を起こした人やロックスターの名言を知り、そういったものから、音楽以上のマインドや生き方を学び取った。2013年、遊び仲間だったYONCE、HSUらに声をかけてSuchmosを結成した。2017年、ドラマー向け専門誌『リズム&ドラム・マガジン』4月号の表紙を飾った

HSU（スー）
本名：小杉隼太（こすぎ はやた、1989年6月29日 - 2021年）。ベース。神奈川県横浜市出身。ストリートヒップホップバンドSANABAGUN.（サナバガン）の元メンバーでもある。2021年10月15日、バンドの公式サイトが死去を発表。死亡日、死因は公表されていない。
家族の影響で、幼い頃からスティービー・ワンダー、スティーリー・ダン、ジャミロクワイなどを聴いて育った。5歳頃、クラシックギターを始める。中学3年生の時に学園祭で、バンドを組みギターを担当。従弟が彼の持っていたギターを壊してしまい、伯父が代わりにベースを買ってくれたことをきっかけに、ベースを始めた。もともと両親がアース・ウィンド・アンド・ファイアー、スティービー・ワンダー、ジャミロクワイ、スティーリー・ダンを聴いていた影響でベースは好きだったこともあってかみるみる上達し、多摩大学目黒高等学校時代は先輩のバンドから声をかけられたこともあった。高校卒業後、ブラックミュージックが好きだったことから、洗足学園音楽大学のジャズ科に進学。しかし授業やレッスンにはほとんど出席せず、そこで出会った人たちとひたすらセッションする日々を送った。TAIKING、OKとバンドを組み、紆余曲折を経て、OKとバンドを組む。その後YONCEと「運命的な」出会いを果たし、1年かけて彼を口説いてボーカルとして加入させた。なお、大学は「遊びすぎて卒業できなかった」と明かしている。2017年、音楽専門誌『ベース・マガジン』3月号の表紙を初めて飾った。誌面ではHSUが多大な影響を受けた元ジャミロクワイのスチュアート・ゼンダーとの対談を行った。

### 過去在籍したメンバー
AYUSTAT（アユスタット）
ギター。結成した2013年から2015年5月頃まで在籍。最初のスタジオ・アルバム「THE BAY」のレコーディングを前に脱退。「Fallin'」や「Life Easy」など初期の曲は彼によって書かれたものも存在する。

## 来歴

### 2013年：結成
バンドメンバーは昔からの友人。HSUとTAIKINGは母親同士が友人、TAIKINGとOKは幼稚園の頃からの幼馴染、HSUとTAIKINGは同じ小学校、KCEEはOKの弟、TAIHEIはHSUが通っていた音楽大学の後輩という関係であった。YONCEは、高校時代のバンド活動でOKと知り合っていた。彼らはSuchmos以前にバンドを組んでいた。最初のバンドは、2007年にベースのHSU、ドラムのOK、ギターのTAIKING（当時はボーカル）、もう1人のギタリストAYUSTATの4人で組んだ「Ivory」だった。2009年に楽器店が主催するバンドコンテストで全国大会に出場し、その流れで音楽プロダクションに所属した。しかし、プロダクションへの所属はデビューへの道筋を示したり、音楽性を伸ばすものではなく、商業的な「売れ筋」にはまることを要求された。バンドを飼い殺し状態にし、何も生み出そうとしないスタッフの不誠実な態度にOKが反発したところ、スタッフはドラマーの交代をメンバーに提案し、OKは脱退。ほどなくHSUもやる気を失い、結果的にバンドは空中分解した。
YONCEは中学2年生でバンドに目覚め、2008年、高校2年生の冬にロック・バンド「OLD JOE」を結成。藤沢のライブハウスをたまり場にして、ライブ活動に打ち込んでいた。そんなYONCEとOLD JOEを2009年頃からOKはライブハウスや出演した学園祭で見ていた。Ivoryから離れてフラフラしていた時期にOKはYONCEとバンドについて話し込んだ。Ivoryの分解から3年後、HSUは音楽大学に進学。OKもHSUの影響を受けて音大に進むと、HSUと一緒に音大仲間の家で酒を飲みながら音楽を聴く時間が重なっていった。そんな中で、再びバンドをやるという話に展開していった。2013年1月、HSUとOKは、AYUSTATとバンドを結成し、ボーカルとしてYONCEに声をかけた。新バンドとして初めてHSUが作った曲「Miree」を持ってスタジオに入った。OKから渡された譜面を見たYONCEは新鮮な印象を抱き、加入を決めた。バンド名は、ルイ・アームストロングの愛称「サッチモ（Satchmo）」が由来。「ルイ・アームストロングはスキャットのパイオニアだから、自分たちも音楽的なパイオニアになりたい」という意図が込められている。なお、一部のファンがSuchmosを「サッチモ」と発音しているが、それは誤りである。また、メンバー間では、バンド名のアクセントを巡って議論がなされている。同年、後のバンドのマネージャーとなるSPACE SHOWER MUSICの金子悟と出会う。新人発掘の為に色々なライブハウスに足を運んでいた金子が、ある日会社からの命令で見に行ったライブで、目当てのアーティストが遅刻しリハーサルの順番が変更になった。そこで先にリハーサルしていたのが4人時代のSuchmosであった。同年末に新宿ロフトで行われたオールナイトイベントのパフォーマンスが良かったことから、正式に声をかけた。

### 2014年 - 2016年：「THE BAY」
2014年、マネージャーの勧めで、FUJI ROCK FESTIVAL「ROOKIE A GO-GO」に応募し、合格。同年7月26日に出演を果たし、トリを務めた。当時は積極的にライブ活動をしていたわけではなく、友人に誘われて月1、2回出演する程度で、Suchmosとして名前を上げるという強い意識も持っていなかった。しかし、このフジロックへの出演が『Essence』やアルバム『THE BAY』を作るきっかけとなった。2014年終わり、EPの制作に取り組み始めた。この時点ではEP単発での契約だった。
2015年4月8日、SPACE SHOWER MUSICよりデビューEP『Essence』を発表。同作から、KCEEが監督した「Fallin」のミュージックビデオが公開された。『Essence』の制作中、アンダーグラウンドの方向を目指したいAYUSTATと、メジャーの方向で勝負したい他のメンバーとの間で表現の違いが生まれ始め、フルアルバムのレコーディング直前、同年5月にAYUSTATが脱退。新しいメンバーとして、HSUの大学での後輩でサポートメンバーだったTAIHEIをキーボード、OKの弟KECCをDJとして招くとともに、以前のバンドではボーカルだったTAIKINGをギターとして再び呼び寄せた。7月8日、初のスタジオ・アルバム『THE BAY』を発表。このとき、SPACE SHOWER MUSICと正式にマネジメント契約を交わした。宣伝にあたり、マネージャーの金子はあえて音楽業界や音楽媒体を避けて、スタイリスト、アパレルのメディア担当者、セレクトショップの店長など感性が豊かで発信力のある人たちに「和製ジャミロクワイ」というコピーを添えてプロモーション盤を配った。アルバムはオリコン週間チャートで最高26位、Billboard Japan Top Albumsでは最高16位を記録。アルバムからのリード曲「YMM」は、Billboard Japan Hot 100で最高44位、J-WAVETOKIO HOT 100では最高2位を獲得。同年12月、Apple Musicがとりわけ優れた音楽作品にスポットライトを当て、その素晴らしい音楽体験を称賛する、年に1度の特集企画「Apple Music Best of 2015」のベストニューアーティストに選出された。12月12日、六本木 Super Deluxeにて初の自主企画イベント「Suchmos The blow Your Mind vol.1」を開催。Suchmosが尊敬するアーティストを招いて定期的に開催する自主企画であり、第1回のゲストとしてSOIL&"PIMP"SESSIONSが出演した。
『THE BAY』製作時に、正式なバンドロゴが制作された。デザインを担当したのは、以前からマネージャーの金子と一緒に仕事をし、その流れで『Essence』のデザインを手がけたアートディレクターの佐藤穣太である。それまでバンドは、『Twice-Day&Night-』の時はKCEEが手掛けた書き文字テイストのロゴ、『Essence』の時は佐藤が「バンド周辺にグラフィックデザイナーがいるはずだから、その人に頼めばリアル感が出るのでは？」と提案し、金子がイラストレーターのYUGO.に依頼して制作されたロゴ、『Miree / Pacific』の時は佐藤が手掛けたMLBチームロゴに影響を受けたメトロ・スクリプトという書体を使ったロゴを使っていた。『THE BAY』の時に、佐藤に再びバンドロゴの依頼がきた。『Miree / Pacific』の時のロゴが野球のイメージに寄っていた為、彼らの武骨な感じを盛り込みつつ、普遍性も加えたいと考えた佐藤は、スクリプト書体とサインペインティングを上手く融合させたものを探った。佐藤は、サインペインティングの古本をオーストラリアから取り寄せたりもした。線の太さと緩急が重要だと分かり、そこにカリグラフィーの手法を取り入れ、「h」に変化を付けた。それをやりすぎるとエレガントになりすぎると分かった為、バランスを考慮した。佐藤は普遍性という意味で、コカ・コーラのロゴを参考にした。佐藤によると「特定のターゲットを意識したデザインではなく、ロゴとしてドン！とある強さが理想」だったと語っている。佐藤は『THE BAY』以降、ロゴを変えたいという要望があると思っていたが、バンドメンバーはロゴを気に入ったらしく、その後も継続して使われている。
2016年1月17日、2作目のEP『LOVE&VICE』を発表。オリコンチャートで最高15位、iTunes総合アルバムチャートで1位を獲得。同年1月、タワーレコードの名物広告シリーズ「NO MUSIC, NO LIFE」のポスターにYogee New Waves、never young beachらと起用される。同EPのリード曲「STAY TUNE」がJ-WAVE TOKIO HOT 100にて首位を獲得。9月にHonda「VEZEL」のコマーシャルソングに起用され、大きな反響を呼ぶ。Billboard Japan Hot 100では最高10位を記録し、アルバム・シングル通じて初の主要音楽チャートトップ10入りを果たした。4月2日から4月23日まで、『LOVE&VICE』を引っ提げて初の全国ライブツアー「TOUR LOVE&VICE」を挙行。同年7月6日、3作目のEP『MINT CONDITION』を発表。リード曲「MINT」のミュージックビデオ（監督はmaxilla）は、リーバイスとコラボレーションして制作された。バンドメンバーと同世代の若手クリエイターが集結し、メンバー個々のキャラクターを活かした構成と楽曲のテーマにある「ストリートや仲間への思い」が映像中で表現されている。「MINT」はBillboard Japan Hot 100で最高16位を記録。同ミュージックビデオは、第15回MTV Video Music Awards Japanの最優秀邦楽新人アーティストビデオ賞を受賞した。同年10月16日から10月29日まで、初のワンマンツアー「TOUR MINT CONDITION」を挙行。全公演ソールド・アウトにつき、11月11日に「TOUR MINT CONDITION "EXTRA SHOW"」と題した追加公演が行われた。9月、日本音楽制作者連盟、日本音楽事業者協会、コンサートプロモーターズ協会、コンピュータ・チケッティング協議会の4団体が8月23日に発表したコンサートチケットの高額転売の防止を求める共同声明に、賛同。賛同した他55組のアーティストと音楽イベントと共に、9月11日付けの日本経済新聞誌内の意見広告にて掲載された。同年10月、スペースシャワーTVにてレギュラー番組『Suchmostyle』が放送開始。

### 2017年:「THE KIDS」、自主レーベル発足
2017年1月、タワーレコードの意見広告シリーズ「NO MUSIC, NO LIFE.」のポスターに、THE ORAL CIGARETTES、NONA REEVESらと起用される。同年1月25日、2作目のスタジオ・アルバム『THE KIDS』を発売。オリコンチャート、Billboard JAPAN Top Albums Salesチャートで初登場2位を記録。シングル・アルバム通じて初のオリコンチャートトップ3入りを果たした。同年2月13日付けのBillboard JAPAN Top Albums Salesチャートで首位獲得。3月、ペトロールズのトリビュート・アルバム『WHERE, WHO, WHAT IS PETROLZ?』に参加し、「雨」をカバー。3月から4月にかけて3度目のライブ・ツアー「TOUR THE KIDS」を行う。4月27日に東京都・新木場STUDIO COASTで開催された追加公演「"TOUR THE KIDS" EXTRA SHOW」のなかで、ソニー・ミュージックレーベルズとアーティスト専属契約を結び、自らの所属レーベル「F.C.L.S（エフ・シー・エル・エス）」を発足させたことを発表した。レーベル名は「First Choice Last Stance」の頭文字を繋げたもので、「この先何があろうとも、オレたちは最初の頃から何も変わらないSuchmosであり続ける」という決意が込められている。5月16日・17日、ONE OK ROCKの全国ツアー「ONE OK ROCK 2017 "Ambitions" JAPAN TOUR」の広島公演にゲスト出演。
6月5日、自主レーベルの第1弾作品「FIRST CHOICE LAST STANCE」を7月5日に発売することが発表された。ライブで既に披露されている「WIPER」と新曲「OVERSTAND」の2曲が収録されている。この発表と併せて、「THE KIDS」に続いて岡田貴之が手掛けた新しいビジュアルが公開された。6月23日、F.C.L.S.よりショートフィルム「NEW LABEL “F.C.L.S.” SHORT FILM」（監督は山田健人）とジャーナリスト・森健によるライナーノーツが公開された。7月2日・9日にレーベル発足記念公演として東京・日比谷野外大音楽堂と大阪・大阪城音楽堂の2か所でワンマンライブ「F.C.L.S. LIVE」を行う。東京公演の模様は、スペースシャワーTVで「独占生中継!Suchmos『F.C.L.S. LIVE』in TOKYO」と題して生中継される。番組演出は山田健人が担当。7月2日の東京公演で、10月より全国ツアー「TOUR FIRST CHOICE LAST STANCE」を行うことが発表された。10月、「ソニー 2017年ヘッドホン・WALKMAN フィーチャーアーティスト」に決定。

### 2018年 - 2020年：「THE ASHTRAY」、「THE ANYMAL」
2018年3月から4月にかけて全国3都市を回る初のホールツアー「YOU'VE GOT THE WORLD TOUR」を開催。2月15日、配信シングル「808」を発売。「STAY TUNE」に続いてHonda「VEZEL」のCMソングとして起用された。4月、NHKで放送されるサッカー中継や関連番組のテーマ音楽として使用される「2018 NHKサッカーテーマ」に、楽曲「VOLT-AGE」が起用された。12月31日には第69回NHK紅白歌合戦に初出場し、同曲をパフォーマンスした。8月、韓国・仁川で行われた野外ロック・フェスティバル「Incheon Pentaport Rock Festival」に出演。
2019年1月20日、3枚目のオリジナル・アルバム「THE ANYMAL」の発売が発表された。1月25日、アルバムの収録曲「WATER」の配信が開始された。同曲は、J-WAVE開局30周年記念ソングとして提供された。3月から5月にかけて、アリーナ全国ツアー「Suchmos ARENA TOUR 2019」を開催。3月27日、アルバム「THE ANYMAL」発売。Billboard Japanのアルバム・セールス・チャートで最高3位を記録。同年5月31日、ベースのHSUが体調不良により精密検査を受けたところ緊急入院となり、6月2日より予定されていたキャリア初のアジアツアー「Suchmos ASIA TOUR 2019」の全公演の中止が決定した。6月9日の韓国公演では、韓国のバンドヒョゴとのツーマンライブ「THE LIVE Vol.2:Suchmos & HYUKOH」が予定されていた。

### 2021年 - 2023年：活動休止
2021年2月3日、バンド活動を一時休止することを発表。メンバー、スタッフとで今後の方針についての協議を重ねた結果、「修行の時期を迎えるため」とのこと。10月15日、オフィシャルサイトにてベーシストHSUの死去を発表。

### 2024年 - ：活動再開
2024年10月7日、バンドの活動再開を発表。また同時に、ワンマンライブ「The Blow Your Mind 2025」を横浜アリーナで開催することを発表した。
2025年6月21日・22日、横浜アリーナで、5年8か月ぶりの復活ライブ「Suchmos The Blow Your Mind 2025」を開催した。

## 音楽性
ロック、ジャズ、ヒップホップなどの要素を含む。タワーレコードのフリーペーパー「bounce」の元編集長・西尾大作は、Suchmosの音楽は1970年代のソウルやファンク、1990年代のアシッドジャズやR&Bなどのブラックミュージックからの影響が大きいと指摘している。また、ジャズやフュージョン/AOR、オルタナティブ・ロック、ヒップホップ、ネオ・ソウル、そして現行洋楽シーンの様々なジャンルからの影響を彼らなりに消化しているとも語っている。音楽プロデューサーの松尾潔は、Suchmosの佇まいはSOUL'd OUTのデビュー時を思い出させると述べている。クレイジーケンバンドの横山剣は、ザ・ゴールデン・カップスに通じる魅力があるとコメントしている。

### 影響
Suchmosはジャミロクワイ、ディアンジェロ、J・ディラに影響を受けた。特にディアンジェロのアルバム「ブードゥー」は、カーティス・メイフィールド、ダニー・ハサウェイなどを他のアーティストを「掘り下げて聴く」という音楽の聴き方をするきっかけとなった。J・ディラからは特徴的なリズムとベースのグルーヴ、サンプリングの手法に影響を受けた。バンドサウンドのバランスを考えるときにはドナルド・フェイゲンのアルバム「ナイトフライ」のサウンドを参考にしている。コード進行はアース・ウィンド・アンド・ファイアーのそれを参考にすることが多い。その他、影響を受けたアーティストにハイエイタス・カイヨーテ。

### ボーカル
YONCEは影響を受けた歌手としてカート・コバーン、カーティス・メイフィールド、フレディー・マーキュリー、MISIA、チバユウスケの名前を挙げている。フレディー・マーキュリーの高音でシャウト気味になる歌唱法を参考にしている。MISIAの表現力の高さを目標にし、チバを「ヴァイブスの塊」と称賛している。YONCEは、「ボーカルはスターじゃないといけない」という価値観を持っているが、その価値観に影響を与えたのは、MISIA、マルーン5のアダム・レヴィーン、チバ、デヴィッド・ボウイ。松任谷由実はYONCEの歌声を「ハイトーンなのに膨らみのある声」「レンジ的には、普通はキンキンしちゃいそうだが、良い感じで紗がかかっている」と評価している。また、Suchmosがジャンルを横断して多様なアプローチをしつつも、いつも音の粒立ちがよくポップに聴かせることができているのは、彼の声が理由の1つだろうと述べている。

### 楽曲制作と歌詞
Suchmosの楽曲制作は、スタジオでのジャム・セッションによって行われる。お題を決め、何かリフが出てきたら、それを手がかりにメンバー間で様々な意見を出し合いながら作業を進めていく。バンドの楽曲制作でも一般的になったオンラインでのやり取りやDAWを使った制作はあまり行っていない。メロディはたまに事前に考えてくることがあるが、基本的にはジャム・セッション中に生み出されることが多い。メンバー6人が互いのiCloudを共有しながらそれぞれのお薦めの音楽を聴く会合を定期的に開いていることから、自然と全員が各パートに詳しくなっており、例えばYONCEのボーカルが他パートのリフを口ずさんだら、結果的にそれが良いメロディになり採用されることもある。
楽曲制作において、大きな役割を担うのがDJのKCEEとキーボードのTAIHEIである。曲がまだ具体的な姿をまとう前の段階で、KCEEが鳴らした音が上手くはまって、その瞬間にもやっとしていたものがはっきりとし、そこから曲作りの速度が一気に上がる。OKはその役割を胡椒と砂糖に喩え、「はっきりとしない味を引き締める役割」と説明している。HSUもこれに賛同し、「どういう味になるかは、けっこうカイキ（=KCEE）次第かも知れない」と語っている。KCEEのフレーズを他のメンバーが決めたり、YONCEの歌うメロディをHSUが提案したり、OKがHSUのベースラインを提案したりするなど、メンバーが他のメンバーのパートを考えることがある為、そういう意味で出せる音が多いキーボードのTAIHEIに対する他のメンバーからの注文はおのずと増える。コード進行もTAIHEIが考えることが多い。KCEEとTAIHEIも自身の役割の大きさを認めている。KCEEは、元々は、ギター、ドラム、ベース、ボーカルというオーソドックスな布陣だったSuchmosの可能性を広げたのは、キーボードとDJだったのではないかと分析している。KCEEは様々な音が出せるDJの役割は大きいと語るが、しかし、大事なのは「DJというのはバンドにとってジャストな量のスパイスを効かせる存在であること」であり、「曲の顔とも言える歌のメロディをどうすれば聴き手に印象づけられるかどうか」をいつも考えていると語っている。TAIHEIは、「俺が入ったことでバンドの表現力が格段に上がったと思う。」と述べている。TAIHEIは今のメンバーの役割を「ドラムが地面を作り、ベースが道を整備する。その上にDJやギターが建物や木を作っていく。」と表現した上で、キーボードの役割を「その街に流れる空気や空の色を作っていく。」と説明している。空気が普段その存在を意識しないのと同じように、キーボードの音は無意識の内に聴き手の耳に入っていくが、バンドのサウンドにとってはなくてはならないものである。その上で、自身が考えるロックバンドのキーボーディストは、「一番感情が冷たくて、激しくて、そして一番音を弾かない人」と語っている。
作詞は主にYONCEとHSUが担当。YONCEは、英語の歌詞は「結構ノリで書いてる部分もある」と語り、かなりブロークンイングリッシュになっていると認めている。日本語の歌詞は、なるべく美しい言葉遣いを意識しており、しばしば文法のルールを破る時もあるが、出来るだけ日本語としておかしくならないようにしている。自身がこれまでに読んできた小説などへの敬意から、美しい言葉の響きを重視しており、若者言葉はなるべく使わないようにしている。それは歌詞に普遍性を持たせる意図もあるが、一方で同世代の人達が共感する部分も残している。歌詞は自然と世相を反映しているが、わざとらしく今の時代の流行り言葉を使いたくはないと語っている。歌詞は、グランジからの影響を受けた。

## ディスコグラフィ

### アルバム
| #                                                       | 発売日        | 作品名      | 最高順位 | 最高順位         | 最高順位        | 最高順位         | 認定           |
| #                                                       | 発売日        | 作品名      | オリコン | オリコン         | Billboard JAPAN | Billboard JAPAN  | 認定           |
| #                                                       | 発売日        | 作品名      | アルバム | デジタルアルバム | Hot Albums      | Top Albums Sales |                |
| ------------------------------------------------------- | ------------- | ----------- | -------- | ---------------- | --------------- | ---------------- | -------------- |
| 1st                                                     | 2015年7月8日  | THE BAY     | 26       | 8                | 16              | 23               | *RIAJ:ゴールド |
| 2nd                                                     | 2017年1月25日 | THE KIDS    | 2        | 1                | 2               | 1                | *RIAJ:ゴールド |
| Mini 1st                                                | 2018年6月20日 | THE ASHTRAY | 2        | 2                | 2               | 2                |                |
| 3rd                                                     | 2019年3月27日 | THE ANYMAL  | 4        | 3                | 2               | 3                |                |
| "—"はチャート圏外、チャート対象外のいずれかを意味する。 |               |             |          |                  |                 |                  |                |

### EP
| #                                                       | 発売日        | 作品名         | 最高順位 | 最高順位                          | 最高順位                         |
| #                                                       | 発売日        | 作品名         | オリコン | Billboard JAPAN Top Singles Sales | Billboard JAPAN Top Albums Sales |
| ------------------------------------------------------- | ------------- | -------------- | -------- | --------------------------------- | -------------------------------- |
| 1st                                                     | 2015年4月8日  | Essence        | 84       | 82                                | ー                               |
| 2nd                                                     | 2016年1月27日 | LOVE&VICE      | 15       | 16                                | ー                               |
| 3rd                                                     | 2016年7月6日  | MINT CONDITION | 14       | 15                                | ー                               |
| 4th                                                     | 2025年7月2日  | Sunburst       | 8        | ー                                | 8                                |
| "—"はチャート圏外、チャート対象外のいずれかを意味する。 |               |                |          |                                   |                                  |

### CD・アナログ盤 シングル
| #                                                       | 発売日         | 作品名                     | 最高順位 | 最高順位                    | 収録アルバム            |
| #                                                       | 発売日         | 作品名                     | オリコン | Billboard Top Singles Sales | 収録アルバム            |
| ------------------------------------------------------- | -------------- | -------------------------- | -------- | --------------------------- | ----------------------- |
| 7inchシングル盤                                         | 2015年6月3日   | Miree/Pacific              | —        | —                           | THE BAY                 |
| 12inchシングル盤                                        | 2016年11月23日 | THE BAY                    | —        | —                           | THE BAY                 |
| 1st                                                     | 2017年7月5日   | FIRST CHOICE LAST STANCE   | 4        | 6                           | ー                      |
| 12inch限定盤                                            | 2019年3月13日  | In The Zoo / Pacific Blues | 49       | 50                          | #1=THE ANYMAL #2=未収録 |
| "—"はチャート圏外、チャート対象外のいずれかを意味する。 |                |                            |          |                             |                         |

### 配信限定シングル
| #   | 発売日        | 作品名 | 最高順位 | 最高順位        | 最高順位        | 最高順位      | 収録アルバム |
| #   | 発売日        | 作品名 | オリコン | Billboard Japan | Billboard Japan | J-WAVE        | 収録アルバム |
| #   | 発売日        | 作品名 | オリコン | Hot 100         | Download Songs  | TOKIO HOT 100 | 収録アルバム |
| --- | ------------- | ------ | -------- | --------------- | --------------- | ------------- | ------------ |
| 1st | 2018年2月15日 | 808    | 8        | 13              | 8               | 1             | THE ASHTRAY  |

#### その他の曲
| 配信開始日    | 作品名          | 最高順位                 | 最高順位      | 収録アルバム |
| 配信開始日    | 作品名          | Billboard Download Songs | TOKIO HOT 100 | 収録アルバム |
| ------------- | --------------- | ------------------------ | ------------- | ------------ |
| 2019年1月25日 | WATER           | 69                       | 1             | THE ANYMAL   |
| 2019年3月22日 | ROLL CALL       | ー                       | 19            | THE ANYMAL   |
| 2025年5月28日 | Whole of Flower | ー                       | 1             | Sunburst     |

| 発売日        | 作品名     | 最高順位        | 最高順位          | 最高順位      | 認定                                                  | 収録アルバム       |
| 発売日        | 作品名     | Billboard Japan | Billboard Japan   | J-WAVE        | 認定                                                  | 収録アルバム       |
| 発売日        | 作品名     | Hot 100         | Japan Radio Songs | TOKIO HOT 100 | 認定                                                  | 収録アルバム       |
| ------------- | ---------- | --------------- | ----------------- | ------------- | ----------------------------------------------------- | ------------------ |
| 2015年4月8日  | MIREE      | 64              | ー                | 43            |                                                       | Essence            |
| 2015年7月8日  | YMM        | 44              | ー                | 2             |                                                       | THE BAY            |
| 2016年1月13日 | STAY TUNE  | 10              | 2                 | 1             | - RIAJ:プラチナ(配信) - RIAJ:ゴールド(ストリーミング) | LOVE&VICE THE KIDS |
| 2016年7月6日  | MINT       | 6               | 1                 | 1             |                                                       | MINT CONDITION     |
| 2017年1月25日 | A.G.I.T.   | 19              | 2                 | 1             |                                                       | THE KIDS           |
| 2018年6月14日 | VOLT-AGE   | 8               | ー                | 1             |                                                       | THE ASHTRAY        |
| 2019年2月27日 | In The Zoo | ー              | ー                | 30            |                                                       | THE ANYMAL         |
| 2025年7月2日  | Eye to Eye | ー              | ー                | 8             |                                                       | Sunburst           |

### その他のチャート入りした曲
| 発売日        | 作品名         | 最高順位        | 最高順位          | 最高順位      | 収録アルバム             |
| 発売日        | 作品名         | Billboard Japan | Billboard Japan   | J-WAVE        | 収録アルバム             |
| 発売日        | 作品名         | Hot 100         | Japan Radio Songs | TOKIO HOT 100 | 収録アルバム             |
| ------------- | -------------- | --------------- | ----------------- | ------------- | ------------------------ |
| 2016年7月6日  | JET COAST      | ー              | ー                | 84            | MINT CONDITION           |
| 2017年1月25日 | PINKVIBES      | ー              | 54                | 18            | THE KIDS                 |
| 2017年7月5日  | WIPER          | 7               | 1                 | 1             | FIRST CHOICE LAST STANCE |
| 2018年6月20日 | FUNNY GOLD     | 80              | ー                | 28            | THE ASHTRAY              |
| 2019年3月27日 | HIT ME,THUNDER | ー              | ー                | 31            | THE ANYMAL               |

### 映像作品
| 年            | タイトル                                              |
| ------------- | ----------------------------------------------------- |
| 2019年7月17日 | Suchmos THE LIVE YOKOHAMA -2018.11.25 YOKOHAMA ARENA- |

### 参加作品
| 年     | アーティスト | 作品 | 最高順位      | 備考                                                                     |
| 年     | アーティスト | 作品 | TOKIO HOT 100 | 備考                                                                     |
| ------ | ------------ | ---- | ------------- | ------------------------------------------------------------------------ |
| 2017年 | Suchmos      | 雨   | 21            | ペトロールズのトリビュート・アルバム「WHERE, WHO, WHAT IS PETROLZ?」収録 |

### ミュージック・ビデオ
| 年     | 作品                                                           | 監督                 | 出典    |
| ------ | -------------------------------------------------------------- | -------------------- | ------- |
| 2015年 | Fallin'                                                        | KCEE                 | [ 152 ] |
| 2015年 | YMM                                                            | 山田健人             | [ 153 ] |
| 2015年 | GIRL feat. 呂布                                                | 山田健人             | [ 154 ] |
| 2016年 | STAY TUNE                                                      | Kento "dutch" Yamada | [ 155 ] |
| 2016年 | MINT                                                           | maxilla              | [ 156 ] |
| 2017年 | A.G.I.T.                                                       | maxilla              | [ 60 ]  |
| 2017年 | PINKVIBES                                                      | 山田健人             | [ 157 ] |
| 2017年 | Suchmos NEW LABEL "F.C.L.S." SHORT FILM（EDIT ver.）           | 山田健人             | [ 158 ] |
| 2017年 | Suchmos NEW LABEL "F.C.L.S." SHORT FILM                        | 山田健人             | [ 159 ] |
| 2017年 | WIPER from「2017.07.02 Live at Hibiya Open -Air Concert Hall」 | 山田健人             | [ 160 ] |
| 2018年 | 808                                                            | 山田健人             | [ 161 ] |
| 2018年 | FUNNY GOLD                                                     | OK                   | [ 162 ] |
| 2019年 | In The Zoo                                                     | 山田健人             | [ 163 ] |

## タイアップ一覧
| 起用年 | 曲名       | タイアップ                                                              |
| ------ | ---------- | ----------------------------------------------------------------------- |
| 2015年 | Armstrong  | BSジャパン『メンズ温泉』テーマソング                                    |
| 2016年 | STAY TUNE  | Honda「VEZEL」CMソング                                                  |
| 2016年 | STAY TUNE  | 九州朝日放送『ドォーモ』1月度エンディングテーマ                         |
| 2016年 | STAY TUNE  | フジテレビ系 月9ドラマ『好きな人がいること』挿入歌                      |
| 2017年 | YMM        | Apple Music CMソング                                                    |
| 2017年 | GAGA       | フジテレビ系『AI-TV』テーマソング                                       |
| 2017年 | OVERSTAND  | ソニー「ノイキャン・ワイヤレス」CMソング                                |
| 2018年 | 808        | Honda「VEZEL」CMソング                                                  |
| 2018年 | VOLT-AGE   | NHK 2018年 サッカーテーマソング                                         |
| 2018年 | FUNNY GOLD | 渋谷ストリームエクセルホテル東急 オリジナルカクテル「FUNNY GOLD」コラボ |
| 2019年 | WATER      | J-WAVE 30th ANNIVERSARY ソング                                          |

## ヘビーローテーション/パワープレイ

### テレビ
| 起用年 | 曲名      | ヘビーローテーション/パワープレイ              |
| ------ | --------- | ---------------------------------------------- |
| 2015年 | YMM       | スペースシャワーTV ミドルローテーション「it!」 |
| 2016年 | STAY TUNE | スペースシャワーTV 2016年1月度POWER PUSH!      |

## ライブ・ツアー
| 年     | タイトル                                                     | 開催日   | 会場                                    | 備考 | 備考 |
| ------ | ------------------------------------------------------------ | -------- | --------------------------------------- | --- | --- |
| 2015年 | Suchmos The Blow Your Mind vol.1                             | 12月12日 | 六本木Super Deluxe                      | ゲスト：SOIL&"PIMP"SESSIONS | 初となる自主企画 |
| 2016年 | TOUR LOVE&VICE                                               | 4月2日   | DUCE SAPPORO                            | ゲスト：Awesome City Club | ゲスト：Awesome City Club |
| 2016年 | TOUR LOVE&VICE                                               | 4月9日   | 福岡 the voodoo lounge                  | ゲスト：never young beach、SANABAGUN. | ゲスト：never young beach、SANABAGUN. |
| 2016年 | TOUR LOVE&VICE                                               | 4月10日  | 岡山 CRAZY MAMA 2nd Room                | ゲスト：never young beach、SANABAGUN. | ゲスト：never young beach、SANABAGUN. |
| 2016年 | TOUR LOVE&VICE                                               | 4月16日  | 梅田 Shangri-La                         | | |
| 2016年 | TOUR LOVE&VICE                                               | 4月17日  | 名古屋 CLUB QUATTRO                     | ゲスト：Yogee New Waves、SANABAGUN. | ゲスト：Yogee New Waves、SANABAGUN. |
| 2016年 | TOUR LOVE&VICE                                               | 4月23日  | 渋谷 CLUB QUATTRO                       | | |
| 2016年 | TOUR LOVE&VICE                                               | 4月26日  | 渋谷 CLUB QUATTRO                       | 追加公演 | 追加公演 |
| 2016年 | TOUR LOVE&VICE AFTER PARTY inYMM                             | 5月1日   | Club Lizard Yokohama                    | | |
| 2016年 | TOUR MINT CONDITION                                          | 10月16日 | 梅田CLUB QUATTRO                        | | |
| 2016年 | TOUR MINT CONDITION                                          | 10月21日 | 梅田CLUB QUATTRO                        | | |
| 2016年 | TOUR MINT CONDITION                                          | 10月22日 | 名古屋BOTTOM LINE                       | | |
| 2016年 | TOUR MINT CONDITION                                          | 10月28日 | 恵比寿LIQUIDROOM                        | | |
| 2016年 | TOUR MINT CONDITION                                          | 10月29日 | 恵比寿LIQUIDROOM                        | | |
| 2016年 | TOUR MINT CONDITION                                          | 11月11日 | Yokohama Bay Hall                       | 「TOUR MINT CONDITION "EXTRA SHOW"」追加公演 | 「TOUR MINT CONDITION "EXTRA SHOW"」追加公演 |
| 2016年 | Suchmos『DRIVE IN THEATER』                                  | 12月10日 | 大磯ロングビーチ プール駐車場           | 日本最後のドライブインシアターだった「ドライブインシアター大磯」の跡地の駐車場にて開設されたシアターにて、恵比寿LIQUIDROOMで行われた『TOUR MINT CONDITION』ツアーファイナルのライブフィルムが上映された。 | 日本最後のドライブインシアターだった「ドライブインシアター大磯」の跡地の駐車場にて開設されたシアターにて、恵比寿LIQUIDROOMで行われた『TOUR MINT CONDITION』ツアーファイナルのライブフィルムが上映された。 |
| 2017年 | TOUR THE KIDS                                                | 3月2日   | club Lizard YOKOHAMA                    | | |
| 2017年 | TOUR THE KIDS                                                | 3月5日   | 浜松 Live House 窓枠                    | ゲスト：GRAPEVINE | ゲスト：GRAPEVINE |
| 2017年 | TOUR THE KIDS                                                | 3月8日   | 宇都宮HEAVEN'S ROCK Utsunomiya VJ-2     | ゲスト：Yogee New Waves | ゲスト：Yogee New Waves |
| 2017年 | TOUR THE KIDS                                                | 3月10日  | KYOTO MUSE                              | ゲスト：D.A.N. | ゲスト：D.A.N. |
| 2017年 | TOUR THE KIDS                                                | 3月11日  | 岡山 YEBISU YA PRO                      | ゲスト：D.A.N. | ゲスト：D.A.N. |
| 2017年 | TOUR THE KIDS                                                | 3月15日  | 高崎 club FLEEZ                         | ゲスト：GRAPEVINE | ゲスト：GRAPEVINE |
| 2017年 | TOUR THE KIDS                                                | 3月17日  | 新潟 LOTS                               | ゲスト：OKAMOTO'S | ゲスト：OKAMOTO'S |
| 2017年 | TOUR THE KIDS                                                | 3月18日  | 金沢 Eight Hall                         | ゲスト：OKAMOTO'S | ゲスト：OKAMOTO'S |
| 2017年 | TOUR THE KIDS                                                | 3月26日  | 札幌 PENNY LANE24                       | | |
| 2017年 | TOUR THE KIDS                                                | 4月1日   | 仙台 Rensa                              | | |
| 2017年 | TOUR THE KIDS                                                | 4月7日   | 広島 CLUB QUATTRO                       | | |
| 2017年 | TOUR THE KIDS                                                | 4月9日   | 福岡 BEAT STATION                       | | |
| 2017年 | TOUR THE KIDS                                                | 4月13日  | 難波 なんば Hatch                       | | |
| 2017年 | TOUR THE KIDS                                                | 4月15日  | 難波 なんば Hatch                       | | |
| 2017年 | TOUR THE KIDS                                                | 4月16日  | 名古屋 DIAMOND HALL                     | | |
| 2017年 | TOUR THE KIDS                                                | 4月18日  | 名古屋 DIAMOND HALL                     | | |
| 2017年 | TOUR THE KIDS                                                | 4月22日  | 恵比寿 The Garden Hall                  | | |
| 2017年 | TOUR THE KIDS                                                | 4月23日  | 恵比寿 The Garden Hall                  | | |
| 2017年 | TOUR THE KIDS                                                | 5月19日  | 新木場STUDIO COAST                      | 「"TOUR THE KIDS" EXTRA SHOW」追加公演 | 「"TOUR THE KIDS" EXTRA SHOW」追加公演 |
| 2017年 | TOUR THE KIDS                                                | 5月20日  | 新木場STUDIO COAST                      | 「"TOUR THE KIDS" EXTRA SHOW」追加公演 | 「"TOUR THE KIDS" EXTRA SHOW」追加公演 |
| 2017年 | Suchmos「F.C.L.S. LIVE」                                     | 7月2日   | 日比谷野外大音楽堂                      | | |
| 2017年 | Suchmos「F.C.L.S. LIVE」                                     | 7月9日   | 大阪城野外音楽堂                        | | |
| 2017年 | Suchmos "TOUR FIRST CHOICE LAST STANCE"                      | 10月7日  | Zepp Sapporo                            | | |
| 2017年 | Suchmos "TOUR FIRST CHOICE LAST STANCE"                      | 10月13日 | BLUE LIVE 広島                          | | |
| 2017年 | Suchmos "TOUR FIRST CHOICE LAST STANCE"                      | 10月15日 | 福岡 DRUM LOGOS                         | | |
| 2017年 | Suchmos "TOUR FIRST CHOICE LAST STANCE"                      | 10月16日 | 福岡 DRUM LOGOS                         | | |
| 2017年 | Suchmos "TOUR FIRST CHOICE LAST STANCE"                      | 10月21日 | 仙台GIGS                                | | |
| 2017年 | Suchmos "TOUR FIRST CHOICE LAST STANCE"                      | 10月28日 | Zepp Namba                              | | |
| 2017年 | Suchmos "TOUR FIRST CHOICE LAST STANCE"                      | 11月4日  | Zepp Osaka Baysaide                     | | |
| 2017年 | Suchmos "TOUR FIRST CHOICE LAST STANCE"                      | 11月5日  | Zepp Osaka Baysaide                     | | |
| 2017年 | Suchmos "TOUR FIRST CHOICE LAST STANCE"                      | 11月10日 | Zepp Tokyo                              | | |
| 2017年 | Suchmos "TOUR FIRST CHOICE LAST STANCE"                      | 11月11日 | Zepp Tokyo                              | | |
| 2017年 | Suchmos "TOUR FIRST CHOICE LAST STANCE"                      | 11月19日 | 豊洲PIT                                 | | |
| 2018年 | YOU'VE GOT THE WORLD TOUR                                    | 3月31日  | オリックス劇場                          | | |
| 2018年 | YOU'VE GOT THE WORLD TOUR                                    | 4月1日   | オリックス劇場                          | | |
| 2018年 | YOU'VE GOT THE WORLD TOUR                                    | 4月18日  | 日本特殊陶業市民会館 フォレストホール   | | |
| 2018年 | YOU'VE GOT THE WORLD TOUR                                    | 4月19日  | 日本特殊陶業市民会館 フォレストホール   | | |
| 2018年 | YOU'VE GOT THE WORLD TOUR                                    | 4月27日  | パシフィコ横浜国立大ホール              | | |
| 2018年 | YOU'VE GOT THE WORLD TOUR                                    | 4月28日  | パシフィコ横浜国立大ホール              | | |
| 2018年 | Suchmos The Blow Your Mind TOUR                              | 5月11日  | 盛岡市民文化ホール 大ホール             | ゲスト：Yogee New Waves | ゲスト：Yogee New Waves |
| 2018年 | Suchmos The Blow Your Mind TOUR                              | 5月18日  | 周南 RISING HALl                        | ゲスト：The Birthday | ゲスト：The Birthday |
| 2018年 | Suchmos The Blow Your Mind TOUR                              | 5月20日  | 高松festhalle                           | ゲスト：The Birthday | ゲスト：The Birthday |
| 2018年 | Suchmos The Blow Your Mind TOUR                              | 5月23日  | 富山クロスランドおやべ                  | ゲスト：Dragon Ash | ゲスト：Dragon Ash |
| 2018年 | Suchmos The Blow Your Mind TOUR                              | 5月25日  | 松本キッセイ文化ホール 中ホール         | ゲスト：Dragon Ash | ゲスト：Dragon Ash |
| 2018年 | Suchmos The Blow Your Mind TOUR                              | 6月8日   | 熊本B.9 V1                              | ゲスト：never young beach | ゲスト：never young beach |
| 2018年 | Suchmos The Blow Your Mind TOUR                              | 6月10日  | 鹿児島 CAPARVO HALL                     | ゲスト：never young beach | ゲスト：never young beach |
| 2018年 | Suchmos The Blow Your Mind TOUR                              | 6月17日  | ミュージックタウン音市場                | | |
| 2018年 | F.C.L.S. Presents Suchmos the Experience Supported by adidas | 7月2日   | 新木場STUDIO COAST                      | | |
| 2018年 | Suchmos THE LIVE YOKOHAMA                                    | 11月24日 | 横浜アリーナ                            | | |
| 2018年 | Suchmos THE LIVE YOKOHAMA                                    | 11月25日 | 横浜アリーナ                            | | |
| 2019年 | Suchmos ARENA TOUR 2019                                      | 3月16日  | エコパアリーナ                          | | |
| 2019年 | Suchmos ARENA TOUR 2019                                      | 3月30日  | ゼビオアリーナ仙台                      | | |
| 2019年 | Suchmos ARENA TOUR 2019                                      | 4月6日   | 北海道立総合体育センター 北海きたえーる | | |
| 2019年 | Suchmos ARENA TOUR 2019                                      | 4月20日  | 朱鷺メッセ 新潟コンベンションセンター   | HSU（Ba.）の体調不良のため、開催延期 | HSU（Ba.）の体調不良のため、開催延期 |
| 2019年 | Suchmos ARENA TOUR 2019                                      | 4月29日  | 福岡国際センター                        | HSU（Ba.）の体調不良のため、開催延期 | HSU（Ba.）の体調不良のため、開催延期 |
| 2019年 | Suchmos ARENA TOUR 2019                                      | 5月11日  | 広島サンプラザホール                    | | |
| 2019年 | Suchmos ARENA TOUR 2019                                      | 5月25日  | ワールド記念ホール                      | | |
| 2019年 | Suchmos ARENA TOUR 2019                                      | 5月26日  | ワールド記念ホール                      | | |
| 2019年 | Suchmos ASIA TOUR 2019                                       | 6月2日   | 香港 Music Zone @ KITEC                 | | メンバーHSU（Ba.）の体調不良が原因による精密検査のため、開催中止 |
| 2019年 | Suchmos ASIA TOUR 2019                                       | 6月7日   | 台北 Legacy Taipei                      | ゲスト：Deca Joins | メンバーHSU（Ba.）の体調不良が原因による精密検査のため、開催中止 |
| 2019年 | Suchmos ASIA TOUR 2019                                       | 6月9日   | ソウル YES24 Live Hall                  | ゲスト：HYUKOH | メンバーHSU（Ba.）の体調不良が原因による精密検査のため、開催中止 |
| 2019年 | Suchmos ASIA TOUR 2019                                       | 6月12日  | 深圳 B10 Live                           | | メンバーHSU（Ba.）の体調不良が原因による精密検査のため、開催中止 |
| 2019年 | Suchmos ASIA TOUR 2019                                       | 6月14日  | 上海 MODERN SKY LAB                     | | メンバーHSU（Ba.）の体調不良が原因による精密検査のため、開催中止 |
| 2019年 | Suchmos ASIA TOUR 2019                                       | 6月16日  | 北京 Tango Live, 3F                     | | メンバーHSU（Ba.）の体調不良が原因による精密検査のため、開催中止 |
| 2019年 | Suchmos ARENA TOUR 2019                                      | 7月7日   | 朱鷺メッセ 新潟コンベンションセンター   | 4月20日新潟公演の振替公演 | 4月20日新潟公演の振替公演 |
| 2019年 | Suchmos ARENA TOUR 2019                                      | 7月15日  | 福岡国際センター                        | 4月29日福岡公演の振替公演 | 4月29日福岡公演の振替公演 |
| 2019年 | "Suchmos THE LIVE" YOKOHAMA STADIUM                          | 9月8日   | 横浜スタジアム                          | | |
| 2020年 | Suchmos ASIA TOUR 2020                                       | 1月19日  | 台北 Legacy Taipei                      | | |
| 2020年 | Suchmos ASIA TOUR 2020                                       | 2月7日   | 上海 Modern Sky Lab                     | 新型コロナウイルスの感染防止のため開催中止 | 新型コロナウイルスの感染防止のため開催中止 |
| 2020年 | Suchmos ASIA TOUR 2020                                       | 2月9日   | 北京 Tango Live, 3F                     | 新型コロナウイルスの感染防止のため開催中止 | 新型コロナウイルスの感染防止のため開催中止 |
| 2020年 | Suchmos ASIA TOUR 2020                                       | 2月11日  | 深圳 B10 Live                           | 新型コロナウイルスの感染防止のため開催中止 | 新型コロナウイルスの感染防止のため開催中止 |
| 2020年 | Suchmos The Blow Your Mind TOUR 2020                         | 3月9日   | KT Zepp Yokohama                        | ゲスト：松任谷由実 | 新型コロナウイルスの感染防止のため開催中止 |
| 2020年 | Suchmos The Blow Your Mind TOUR 2020                         | 3月10日  | KT Zepp Yokohama                        | ゲスト：松任谷由実 | 新型コロナウイルスの感染防止のため開催中止 |
| 2020年 | Suchmos The Blow Your Mind TOUR 2020                         | 3月17日  | NIIGATA LOTS                            | ゲスト：浅井健一&THE INTERCHANGE KILLS | 新型コロナウイルスの感染防止のため開催中止 |
| 2020年 | Suchmos The Blow Your Mind TOUR 2020                         | 3月18日  | NIIGATA LOTS                            | ゲスト：浅井健一&THE INTERCHANGE KILLS | 新型コロナウイルスの感染防止のため開催中止 |
| 2020年 | Suchmos The Blow Your Mind TOUR 2020                         | 3月23日  | Zepp Fukuoka                            | ゲスト：The Birthday | 新型コロナウイルスの感染防止のため開催中止 |
| 2020年 | Suchmos The Blow Your Mind TOUR 2020                         | 3月24日  | Zepp Fukuoka                            | ゲスト：The Birthday | 新型コロナウイルスの感染防止のため開催中止 |
| 2020年 | Suchmos The Blow Your Mind TOUR 2020                         | 3月26日  | Zepp Osaka Baysaide                     | ゲスト：ペトロールズ | 新型コロナウイルスの感染防止のため開催中止 |
| 2020年 | Suchmos The Blow Your Mind TOUR 2020                         | 3月27日  | Zepp Osaka Baysaide                     | ゲスト：ペトロールズ | 新型コロナウイルスの感染防止のため開催中止 |
| 2020年 | Suchmos The Blow Your Mind TOUR 2020                         | 4月2日   | Zepp Sapporo                            | ゲスト：cero | 新型コロナウイルスの感染防止のため開催中止 |
| 2020年 | Suchmos The Blow Your Mind TOUR 2020                         | 4月3日   | Zepp Sapporo                            | ゲスト：cero | 新型コロナウイルスの感染防止のため開催中止 |
| 2020年 | Suchmos The Blow Your Mind TOUR 2020                         | 4月9日   | SENDAI GIGS                             | ゲスト：ハナレグミ | 新型コロナウイルスの感染防止のため開催中止 |
| 2020年 | Suchmos The Blow Your Mind TOUR 2020                         | 4月10日  | SENDAI GIGS                             | ゲスト：ハナレグミ | 新型コロナウイルスの感染防止のため開催中止 |
| 2020年 | Suchmos The Blow Your Mind TOUR 2020                         | 4月13日  | Zepp Nagoya                             | ゲスト：GRAPEVINE | 新型コロナウイルスの感染防止のため開催中止 |
| 2020年 | Suchmos The Blow Your Mind TOUR 2020                         | 4月14日  | Zepp Nagoya                             | ゲスト：GRAPEVINE | 新型コロナウイルスの感染防止のため開催中止 |
| 2020年 | Suchmos The Blow Your Mind TOUR 2020                         | 4月16日  | BLUE LIVE 広島                          | ゲスト：GLIM SPANKY | 新型コロナウイルスの感染防止のため開催中止 |
| 2020年 | Suchmos The Blow Your Mind TOUR 2020                         | 4月17日  | BLUE LIVE 広島                          | ゲスト：GLIM SPANKY | 新型コロナウイルスの感染防止のため開催中止 |
| 2020年 | Suchmos The Blow Your Mind TOUR 2020                         | 4月20日  | Zepp Tokyo                              | ゲスト：Mr.Children | 新型コロナウイルスの感染防止のため開催中止 |
| 2020年 | Suchmos The Blow Your Mind TOUR 2020                         | 4月21日  | Zepp Tokyo                              | ゲスト：Mr.Children | 新型コロナウイルスの感染防止のため開催中止 |
| 2020年 | Suchmos The Blow Your Mind TOUR 2020                         | 6月3日   | NIIGATA LOTS                            | ゲスト：浅井健一&THE INTERCHANGE KILLS（延期公演） | 新型コロナウイルスの感染防止のため開催中止 |
| 2020年 | Suchmos The Blow Your Mind TOUR 2020                         | 6月4日   | NIIGATA LOTS                            | ゲスト：浅井健一&THE INTERCHANGE KILLS（延期公演） | 新型コロナウイルスの感染防止のため開催中止 |
| 2020年 | Suchmos The Blow Your Mind TOUR 2020                         | 6月22日  | Zepp Osaka Baysaide                     | ゲスト：ペトロールズ（延期公演） | 新型コロナウイルスの感染防止のため開催中止 |
| 2020年 | Suchmos The Blow Your Mind TOUR 2020                         | 6月23日  | Zepp Osaka Baysaide                     | ゲスト：ペトロールズ（延期公演） | 新型コロナウイルスの感染防止のため開催中止 |
| 2020年 | Suchmos The Blow Your Mind TOUR 2020                         | 6月25日  | Zepp Fukuoka                            | ゲスト：The Birthday（延期公演） | 新型コロナウイルスの感染防止のため開催中止 |
| 2020年 | Suchmos The Blow Your Mind TOUR 2020                         | 6月26日  | Zepp Fukuoka                            | ゲスト：The Birthday（延期公演） | 新型コロナウイルスの感染防止のため開催中止 |
| 2020年 | Suchmos The Blow Your Mind TOUR 2020                         | 6月29日  | KT Zepp Yokohama                        | ゲスト：松任谷由実（延期公演） | 新型コロナウイルスの感染防止のため開催中止 |
| 2020年 | Suchmos The Blow Your Mind TOUR 2020                         | 6月30日  | KT Zepp Yokohama                        | ゲスト：松任谷由実（延期公演） | 新型コロナウイルスの感染防止のため開催中止 |
| 2025年 | Suchmos「The Blow Your Mind 2025」                           | 6月21日  | 横浜アリーナ                            | | |
| 2025年 | Suchmos「The Blow Your Mind 2025」                           | 6月22日  | 横浜アリーナ                            | 追加公演 | 追加公演 |
| 2025年 | Suchmos 「Asia Tour Sunburst 2025」                          | 10月29日 | KT Zepp Yokohama                        | | |
| 2025年 | Suchmos 「Asia Tour Sunburst 2025」                          | 11月2日  | Zepp Fukuoka                            | | |
| 2025年 | Suchmos 「Asia Tour Sunburst 2025」                          | 11月3日  | Zepp Namba                              | | |
| 2025年 | Suchmos 「Asia Tour Sunburst 2025」                          | 11月8日  | BLUE LIVE 広島                          | | |
| 2025年 | Suchmos 「Asia Tour Sunburst 2025」                          | 11月14日 | Zepp Sapporo                            | | |
| 2025年 | Suchmos 「Asia Tour Sunburst 2025」                          | 11月16日 | 仙台PIT                                 | | |
| 2025年 | Suchmos 「Asia Tour Sunburst 2025」                          | 11月21日 | Zepp Nagoya                             | | |
| 2025年 | Suchmos 「Asia Tour Sunburst 2025」                          | 11月23日 | YES24 LIVE HALL                         | | |
| 2025年 | Suchmos 「Asia Tour Sunburst 2025」                          | 11月26日 | VAS est                                 | | |
| 2025年 | Suchmos 「Asia Tour Sunburst 2025」                          | 11月28日 | ZEPP NEW TAIPEI                         | | |
| 2025年 | Suchmos 「Asia Tour Sunburst 2025」                          | 11月30日 | Voice Space                             | | |
| 2025年 | Suchmos 「Asia Tour Sunburst 2025」                          | 12月6日  | クロスランドおやべ                      | | |
| 2025年 | Suchmos 「Asia Tour Sunburst 2025」                          | 12月12日 | Zepp Haneda                             | | |
| 2025年 | Suchmos 「Asia Tour Sunburst 2025」                          | 12月13日 | Zepp Haneda                             | | |

## 主な出演

### テレビ
- Suchmostyle（2016年10月 - 、スペースシャワーTV）[165]

### NHK紅白歌合戦出場歴
| 年度/放送回               | 回 | 曲目     | 出演順 | 対戦相手   |
| ------------------------- | -- | -------- | ------ | ---------- |
| 2018年（平成30年）/第69回 | 初 | VOLT-AGE | 05/22  | 天童よしみ |

### ラジオ
- YMA「BACK TO THE 90's by Suchmos」（FM Yokohama、2015年7月9日 - 2015年9月10日[166][167]）
- TOKAIRADIO×TSUTAYA LIFESTYLE MUSIC 929（東海ラジオ放送、2015年10月 - 2016年9月） - 水曜日パーソナリティ[168]
- THE KINGS PLACE（J-WAVE、2016年4月 - 2017年3月） - 木曜日ナビゲーター[169][170]
- MUSIC FREAKS（FM802、2016年10月2日 - 2017年9月） - YONCEのみ
- SPARK（J-WAVE、2019年4月 - ） - 水曜日ナビゲーター

### CM
- ソニー「ノイキャン・ワイヤレス」（2017年10月）
- ホンダ ヴェゼル (2016年9月、2018年2月15日）

## 受賞と候補
| 年     | 賞                                   | 部門                               | 対象         | 結果 |
| ------ | ------------------------------------ | ---------------------------------- | ------------ | ---- |
| 2015年 | Apple Music Best of 2015             | ベストニューアーティスト           | Suchmos      | 受賞 |
| 2016年 | 第8回CDショップ大賞                  | 関東ブロック賞                     | 『THE BAY』  | 受賞 |
| 2016年 | 第15回MTV Video Music Awards Japan   | 最優秀邦楽新人アーティストビデオ賞 | 『MINT』     | 受賞 |
| 2017年 | 第21回SPACE SHOWER MUSIC AWARDS      | BEST BREAKTHROUGH ARTIST           | Suchmos      | 受賞 |
| 2017年 | 第59回日本レコード大賞               | 最優秀アルバム賞                   | 『THE KIDS』 | 受賞 |
| 2017年 | ハイレゾ音源大賞                     | ユーザー大賞グランプリ             | 『THE KIDS』 | 受賞 |
| 2017年 | 第1回Pen クリエイター・アワード 2017 |                                    | Suchmos      | 受賞 |
| 2018年 | 第10回CDショップ大賞                 | 入賞                               | 『THE KIDS』 | 受賞 |
| 2018年 | 第22回SPACE SHOWER MUSIC AWARDS      | BEST ROCK ARTIST                   | Suchmos      | 受賞 |
| 2018年 | 第22回SPACE SHOWER MUSIC AWARDS      | BEST NEW VISION                    | Suchmos      | 受賞 |
| 2020年 | 第24回SPACE SHOWER MUSIC AWARDS      | BEST ALTERNATIVE ARTEST            | Suchmos      | 受賞 |